# کوره، هیروشیما
کوره در استان هیروشیما در کشور ژاپن واقع شده‌است که دارای جمعیت ۲۴۶٬۱۱۸ نفر و مساحت ۳۵۳٫۷۴ کیلومتر مربع با تراکم جمعیت ۶۹۶ نفر در کیلومترمربع است و در تاریخ ۱ اکتبر ۱۹۰۲ به عنوان شهر شناخته شد.